# El Dorado Gate
El Dorado Gate (エルドラドゲート) est une série de jeux vidéo de rôle sortie sur Dreamcast. La série est répartie en sept épisodes qui ont été publiés bimestriellement au Japon entre le 10 octobre 2000 et le 10 octobre 2001.
Le dieu des enfers, Razin, après avoir été vaincu par Dios, créateur de la Terre et de l'humanité, s'est divisé en douze êtres disséminés à travers le monde. Razin pourra ressusciter si ceux-ci parviennent à se rassembler.
Les douze personnages doivent surmonter des quêtes personnelles afin de trouver les onze autres, aidés par un homme mystérieux nommé Bantross. S'appuyant fortement sur des armes élémentaires, de l'équipement et des sorts magiques, le jeu propose de nombreuses éléments courants dans le jeu vidéo de rôle comme les donjons à explorer, l'amélioration d'armes, et le combat en tour par tour. Après avoir surmonté leurs combats personnels, les douze héros font d'abord face au terrible Bals, le serviteur le plus puissant de Dios, ils descendent ensuite aux enfers pour vaincre Dios et ressusciter Razin.